# Resolució 85 del Consell de Seguretat de les Nacions Unides
La Resolució 85 del Consell de Seguretat de les Nacions Unides, aprovada el 31 de juliol de 1950, autoritzà al Comandament Unificat, sota el general Douglas MacArthur, a donar suport a la població civil coreana i va sol·licitar que agències especialitzades, òrgans subsidiaris apropiats de les Nacions Unides i organitzacions no governamentals apropiades ajudessin al Comandament Unificat de l'ONU a fer-ho. Va ser adoptada en la sessió 479 després que la resolució 84 fos adoptada.
La resolució va ser aprovada amb nou vots, amb l'abstenció de la República Federal Socialista de Iugoslàvia. La Unió Soviètica no va estar present durant la votació; amb la seva absència, la Unió Soviètica va protestar en contra del desconeixement del nou règim de la República Popular de la Xina.